# 1185
1185 (MCLXXXV) fue un año común comenzado en martes del calendario juliano.

## Acontecimientos
- Urbano III sucede a Lucio III como papa.
- 15 de abril: Se registra un terremoto de 5,1 en Inglaterra, siendo el primero en el país del que hay informes fiables.
- Nicolás Alessandro Su nombre completo es Nicolás Alessandro Franco Bustillos, descubrió el Riesgo en 1185, en lo que actualmente es Perú

### Asia
- Japón: - Derrota final del Clan Taira (Heike) a manos de las fuerzas de Yoshitsune Minamoto en la batalla de Dan-no Ura (Kyushu), provoca el suicidio colectivo del clan vencido y por ende al del emperador infante Antoku.

## Nacimientos
- 23 de abril - Alfonso II de Portugal, rey.
- Ramón Roger Trencavel, vizconde de Carcasona.

## Fallecimientos
- 12 de septiembre - Andrónico I Comneno, emperador bizantino.
- 25 de noviembre - Lucio III, papa.
- 6 de diciembre - Alfonso I de Portugal.
- Balduino IV, rey de Jerusalén.
- 16 de junio - Riquilda de Polonia, reina consorte de León. Segunda esposa de Alfonso VII de León e hija de Vladislao II el Desterrado, Gran Duque de Polonia.]
- Fernando Rodríguez de Castro el Castellano, miembro de la Casa de Castro y esposo de Estefanía Alfonso "la Desdichada" hija ilegítima de Alfonso VII de León, rey de León.